# Ширванская равнина
Ширва́нская равни́на, Ширва́нская степь (азерб. Şirvan düzü — равнина Ширван) — часть равнинного пространства Кура-Аракской низменности в Азербайджане, расположенная на левобережье Куры.
На Ширванской равнине находятся города Ширван (прежнее название Али Байрамлы), Аджигабул, Кюрдамир, Гёйчай, Уджар, Агдаш и Зердаб. Раньше под названием Ширван подразумевалась вся восточная часть Азербайджана: Ширванская равнина, Гобустан, Апшеронский полуостров, Северо-Восточный Азербайджан.
Высота равнины колеблется от 16 м до 100 м (около половины площади находится ниже уровня океана). Почвы серозёмно-луговые и серозёмные. Растительность полынная и солянковая, лиманные луга. Для орошения земель от Мингечевирского водохранилища отведён Верхнеширванский канал. Основные отрасли сельского хозяйства: животноводство (на зимних пастбищах) и орошаемое земледелие (хлопок, зерновые, виноград).

## Климат
По словам А. М. Шихлинского, температура почвы в Ширванской равнине была распределена неравномерно в зависимости от температуры воздуха, почвы и растительности.
Осадки в Ширванской равнине распределены неравномерно. Количество осадков в этом районе колеблется от 254 до 510 мм. Большинство осадков падают весной и осенью. Толщина снежного покрова составляет 20-25 см. Туманные дни варьируются от 43 до 47 дней. Ветры Ширванской равнины имеют муссонный характер, что считается вредным для сельского хозяйства.

## Гидрография
Реки, входящие в Ширванскую равнину, являются транзитными. Эти реки относятся к бассейну реки Куры и начинаются в 2000-3500 м на южном склоне Главного Кавказского хребта. Самое большое озеро в Ширванской равнине — Гаджигабул. Чтобы поддерживать постоянный уровень воды в этом озере, из реки Кура в озеро вливается вода. Площадь озера составляет примерно 16 км². Вода озера сладкая.

## Почвенный покров
Почвенный покров Ширванской равнины разнообразен. Доминирующая флора области состоит из полупустынных и сухих пустынных групп, которые развиваются в засушливых климатических условиях.

## Животный мир
На Ширванской равнине обитают лиса, барсук, домашние и лесные мыши и кролики. На северо-западе Ширванской равнины – большие птицы, ежи. в полупустынных и сухих пустынных зонах обитают 22 вида гнездящихся птиц. В озёрах зимуют водные птицы, особенно водоплавающие. Многие из них прилетают на зимовку утки, гуси, лебеди, цапли, пеликаны, фламинго, бакланы и др. Распространены также пресмыкающиеся, зайцы, волки, лисицы, джейраны. В долинах равнины водятся дикие кабаны, косули, барсуки, шакалы. В горах обитают олень, дагестанский тур, серна, козел, косуля, медведь, рысь, лесной кот, встречаются муфлон и леопард.